# Ломидзе, Георгий Иосифович
Гео́ргий Ио́сифович Ломи́дзе (28 июля (10 августа) 1914, Тифлис — 27 февраля 1999, Москва) — советский и российский литературовед, специалист в области истории и проблем развития советской литературы. Член-корреспондент АН СССР c 28 ноября 1972 года по Отделению литературы и языка (литературоведение).

## Биография
Работал директором сельской школы (1930—1931), инструктором ЦК ЛКСМ Грузии (1931—1932), заведующим отделом газеты «Молодой коммунист» (1932—1935), редактором грузинской секции СНК СССР (1935—1939).
Окончил МИФЛИ (1938) и ЛИ им. А. М. Горького (1947). До 1941 года был инструктором ЦК на Высших литературных курсах в Москве. Редактор в Главном политическом управлении РККА (1941—1946), затем консультант постпредства ГССР. Член ВКП(б) с 1942 года. Член СП СССР (1945).
В 1948—1951 годах учился в аспирантуре АОН при ЦК ВКП(б). Консультант по грузинской литературе в аппарате СП СССР (1951—1952). С 1952 года — сотрудник ИМЛИ им. А. М. Горького АН СССР (РАН), в 1955—1988 годах — заведующий Сектором литератур народов СССР. Доктор филологических наук (1960, диссертация «Теоретические проблемы развития литератур народов СССР: о национальном своеобразии советской литературы»), с 1965 года — профессор АОН при ЦК КПСС. В 1990-е годы — советник при дирекции ИМЛИ.
Похоронен на Троекуровском кладбище.
Дочь — Ломидзе Светлана Георгиевна, кандидат филологических наук, историк итальянской литературы, переводчик
Внук — Кудрявцев Гурам Андреевич, 1975 г.р., генеральный директор «РБ Лизинг»[значимость факта?].

## Основные работы

### Монографии
- «К социалистическому реализму в литературе» (1952)
- «Единство и многообразие: вопросы национальной специфики советской литературы» (1957; 2-е изд. 1960)
- «Литературно-критические статьи» (1962)
- «Социалистический реализм в литературах народов СССР» (1962, редактор)
- «В поисках нового: статьи о проблемах национальных литератур» (1963)
- «Теоретические проблемы развития литературы» (1964; 2-е изд. 1977; на груз. яз.)
- «Проблемы развития литератур народов СССР» (1964, совм. с Л. И. Залесской и С. М. Хитаровой)
- «Интернациональный пафос советской литературы: размышления, оценки, спор» (1967; 2-е изд. 1970)
- «Пути развития советской многонациональной литературы» (1967, редактор)
- «Новый человек — новый гуманизм» (1969, редактор)
- «Национальное и интернациональное в советской литературе» (1971, совм. с С. М. Хитаровой)
- «Ленинизм и судьбы национальных литератур» (1972; 4-е изд. 1982)
- «Единство многонациональной советской литературы» (1974, на груз. яз.)
- «Нравственные истоки подвига: советская литература и Великая Отечественная война» (1975; 2-е изд. 1985)
- «Михаил Шолохов: статьи и исследования» (1975, совм. с Л. А. Скворцовой)
- «Художественные искания современной советской многонациональной литературы» (1976, редактор)
- «Взаимодействие литератур и художественная культура развитого социализма» (тт. 1—2, 1977—1981, совм. с Л. Н. Арутюновым)
- «Чувство великой общности: статьи о советской многонациональной литературе» (1978)
- «Советский роман: новаторство, поэтика, типология» (1978, совм. с С. М. Хитаровой)
- «Пути художественных исканий современной советской литературы» (1982, редактор)
- «Взаимодействие литератур народов Сибири и Дальнего Востока» (1983, совм. с Р. Ф. Юсуфовым)
- «Патриотизм и интернационализм советской многонациональной литературы: статьи разных лет» (1985)
- «Советский многонациональный роман» (1985, совм. с С. М. Хитаровой)
- «Советская многонациональная литература: очерк развития» (1986, редактор)

### Статьи
- «Творческое взаимодействие литератур народов СССР» // «Литература и современность» (1960)
- «Интернационализм и национальные традиции» // «Жизнь. Герой. Литература» (1961)
- «Сила реализма: заметки о современной прозе» // «Вопросы литературы», 1963, № 5
- «Чудесный сплав: об интернациональном и национальном в литературах народов СССР» // «Дружба народов», 1964, № 6
- «Интернациональное и национальное в советской литературе» // «Проблемы взаимосвязи и взаимообогащения литературы и искусства народов СССР» (1968)
- «О соотношении критического и социалистического реализма» // «Актуальные проблемы социалистического реализма» (1969)
- «Нравственные истоки подвига» // «Литература великого подвига: Великая Отечественная война в советской литературе» (1970)
- «Национальная культура и народность литературы» // «Дружба народов», 1971, № 2 — перепечатано в изд. «Единство: сборник статей о многонациональной советской литературе. Вып. 4» (1972)
- «Истоки единства советской многонациональной литературы» // «Советская литература и мировой литературный процесс: идейно-эстетические проблемы» (1975)
- «В едином строю» // «Знамя», 1975, № 5
- «Путём испытанным, единым» // «Знамя», 1976, № 1
- «Вырастая из единого корня» // «Октябрь», 1976, № 1
- «Точка опоры» // «Дружба народов», 1976, № 3
- «Главный критерий» // «Вопросы литературы», 1976, № 10
- «Великая сила пролетарского интернационализма: о новом человеке — главном герое советской литературы» // «Литература исторического оптимизма» (1977)
- «Значение творчества Мухтара Ауэзова для советской многонациональной литературы» // «Известия АН КазССР. Сер. филологическая», 1977, № 4
- «Споры о наследстве: причины и сущность» // «Вопросы литературы», 1977, № 7 (в соавт. с Ю. Н. Прокопьевым)
- «В поисках истины и человечности» // «Дружба народов», 1981, № 6 — перепечатано в изд. «Собеседник. Вып. 3» (1982)
- «Ленин и проблемы развития национальных литератур» // «Единство: сборник статей о многонациональной советской литературе. Вып. 1» (1972)
- «Мастер: о творчестве казахского писателя Г. Мусрепова» // «Дружба народов», 1982, № 8
- «Творческая окрылённость и братское единение» // «Слово русской советской критики о якутской литературе» (1986)
- «Ценить дружбу»// «Вопросы литературы», 1987, № 11
- «В поисках новых решений» // «В поисках нового содержания: советская литература 1970-х — первой пол. 1980-х гг.» (1989)
- «В спорах и размышлениях» // «Способность к диалогу. Ч. I» (1993)
- «Понятие нации в современном общественном и художественном сознании» // «Нация. Личность. Литература. Вып. 1» (1996)

Член редколлегий «Истории советской многонациональной литературы» (тт. 1—6, 1970—1974) и «Истории всемирной литературы» (тт. 1—8, 1983—1994). С 1975 года входил в состав редколеллегии журнала «Вопросы литературы». Произведения Г. И. Ломидзе издавались на английском, грузинском, казахском, немецком, узбекском языках.

## Награды
Был награждён орденами Отечественной войны 2-й степени, Дружбы народов и медалями. Лауреат премий СП СССР, СЖ СССР (1973) и премии им. Н. А. Добролюбова АН СССР (1980). Заслуженный деятель науки ГССР (1982).